# Dorian Boulvin
Dorian Boulvin (5 juni 1997) is een Belgische atleet die actief is op de lange afstand en het veldlopen. Hij werd tweemaal Belgisch kampioen.

## Loopbaan
Boulvin nam enkele malen deel aan de Europese kampioenschappen veldlopen. Bij de U23 werd hij tweemaal veertiende. In 2019 nam hij op de 10.000 m deel aan de Europese kampioenschappen U23 in Gävle. Hij werd twaalfde in de rechtstreekse finale.
Boulvin werd in 2023 voor het eerst Belgisch kampioen op de 10 km. Het jaar nadien behaalde hij de titel op de halve marathon. Op dat nummer nam hij ook deel aan de Europese kampioenschappen in Rome. Hij haalde een 23e plaats.

## Belgische kampioenschappen
| Onderdeel      | Jaar |
| -------------- | ---- |
| 10 km          | 2023 |
| halve marathon | 2024 |

## Persoonlijke records
Baan
| Onderdeel | Prestatie | Datum            | Plaats   |
| --------- | --------- | ---------------- | -------- |
| 3000 m    | 8.02,87   | 2 juni 2018      | Oordegem |
| 5000 m    | 13.50,85  | 26 mei 2018      | Oordegem |
| 10.000 m  | 28.45,27  | 29 augustus 2021 | Pacé     |

Weg
| Onderdeel      | Prestatie | Datum            | Plaats     |
| -------------- | --------- | ---------------- | ---------- |
| 10 km          | 28.34     | 3 september 2023 | Rotterdam  |
| halve marathon | 1:01.25   | 10 maart 2024    | Gentbrugge |

## Palmares

### 10.000 m
- 2019: 12e EK U23 in Gävle - 29.04,30

### 10 km
- 2023:  BK AC in Lokeren - 28.51

### halve marathon
- 2024:  BK AC in Gentbrugge - 1:01.25
- 2024:  halve marathon van Warschau - 1:01.58
- 2024: 23e BK EK in Rome - 1:03.15
- 2025:  BK AC in Gentbrugge - 1:02.19

### veldlopen
- 2015: 53e  EK U20 in Hyères
- 2017: 14e  EK U23 in Samorin
- 2018: 14e  EK U23 in Tilburg